# Moișeni
Moișeni – wieś w Rumunii, w okręgu Satu Mare, w gminie Certeze. W 2011 roku liczyła 1391 mieszkańców. 